# لن ويين
لن ويين (بالصينية: 林徽因) مهندسة ومؤرخة معمارية صينية. من المعروف أنها أول مهندسة معمارية في الصين الحديثة وزوجها الشهير هو «أب العمارة الصينية الحديثة» ليانغ سيشنغ،  وكلاهما عمل كمؤسسين وأعضاء هيئة تدريس في قسم الهندسة المعمارية الذي تمَّ تشكيله حديثًا في جامعة نورث إيسترن في عام 1928، بعد عام 1949، عملت كأساتذة في جامعة تسينغهوا في بكين. بدأ ليانغ ولين أعمال الترميم في مواقع التراث الثقافي للصين في الحقبة الجمهورية ما بعد الإمبراطورية في الصين.

## سيرتها الشخصية

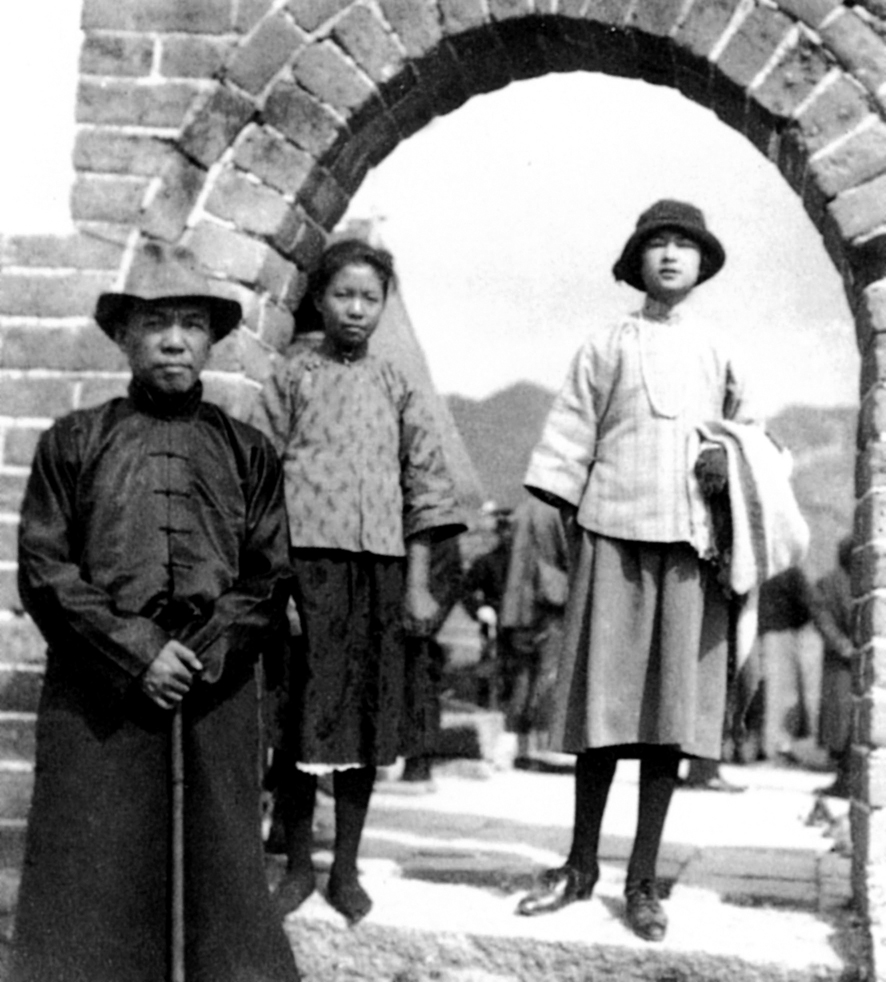
لن ويين (林徽因) مع والد زوجته ليانغ تشيشاو على سور الصين العظيم

ولدت لين في هانغتشو على الرغم من أن عائلتها كانت من مينهو، وهي ابنة تشانغمين هي شيوان.
في وقت كان فيه وصول المرأة محدودًا إلى التعليم الرسمي، كانت لين قادرة على تلقي تعليم رسمي نظرًا لكونها جزءًا من عائلة ثرية. بسبب ثراء عائلتها تمكنت من السفر على نطاق واسع مع والدها. حصلت على شهادتها في كل من إنجلترا والولايات المتحدة. درست لين لأول مرة في لندن حيث التحقت بكلية سانت ماري. في أوائل العشرينات من القرن الماضي، كانت مفاهيم لين هويين الحديثة فريدة ورومانسية مقارنة بالكتّاب الآخرين.  وهناك تعرّفت على الشاعر الصيني المعروف شو زيمو. كانت علاقتهم جزءًا مثيرًا من حياة لين هويين ويشار إليها في الحكايات الرومانسية. ومع ذلك، فإن أعمال لين تحظى بتقدير كبير. فقد كتبت لين شعرًا وروايات ونثرًا مجانًا.
في عام 1924، التحق كل من لن و ليانغ سيشنغ بجامعة بنسلفانيا، حيث عملت أيضًا كمساعدة بدوام جزئي في قسم الهندسة المعمارية. على الرغم من رغبتهما في الالتحاق بكلية الهندسة المعمارية، لم يتم قبول لن لأنها كانت امرأة. لذلك التحقت بمدرسة الفنون الجميلة. في وقت لاحق، التحقت ببرامج تصميم المسرح في جامعة ييل كطالبة دراسات عليا؛ لمتابعة اهتمامها الطويل بالدراما.
خلال دراستها، تابعت شغفها بالهندسة المعمارية من خلال تلقي دروس في الهندسة المعمارية. 
في أبريل 1924، قام الشاعر الهندي طاغور البالغ من العمر أربعة وستين عامًا بزيارة الصين، وعمل لين هويين وشو زيمو معًا للقيام بأعمال الترجمة الشفوية لطاغور، حيث تميّزت لين هويين بنفسها بالإنجليزية بطلاقة، كما نالت إعجاب الشاعر . 